# 王恩 (成化辛丑進士)
王恩（1450年—？年），字天寵，直隸松江府華亭縣人，醫籍，治《春秋》。

## 生平
成化十年（1474年）甲午科應天府鄉試第七十二名舉人。成化十七年（1481年）中式辛丑科會試第二百十一名，三甲第二十名進士。

## 家族
曾祖王仲威；祖父王璡；父王詢，母李氏。